# Andrzej Pszenicki
Andrzej Pszenicki (ur. 29 listopada 1869 w Pabianicach, zm. 5 sierpnia 1941 w Warszawie) – polski inżynier budowlany i konstruktor, autor konstrukcji mostów i innych budowli stalowych.

## Życiorys

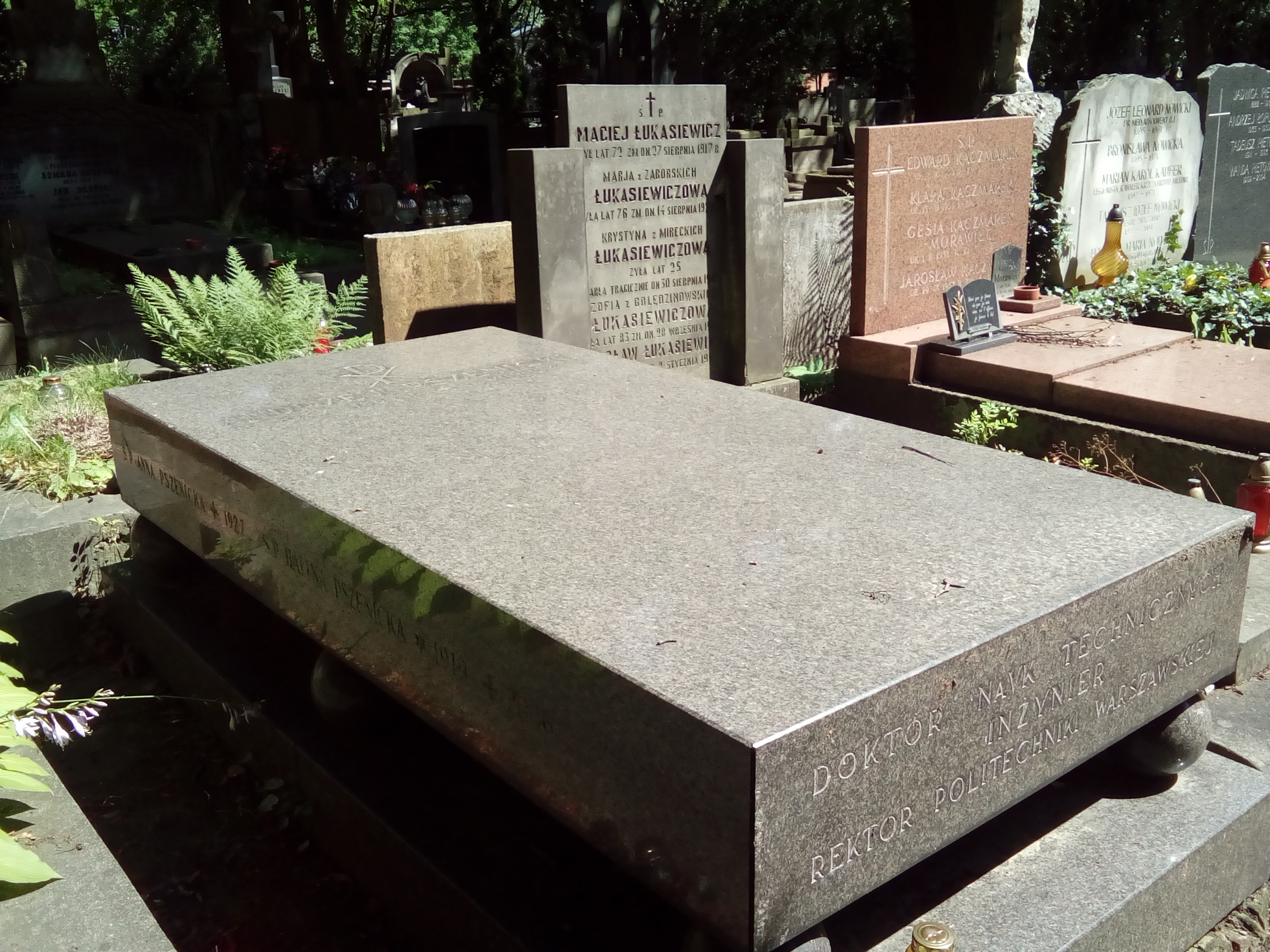
Grób Andrzeja Pszenickiego na cmentarzu Powązkowskim

Ukończył szkołę powszechną w Pabianicach i gimnazjum ze złotym medalem w Piotrkowie. Ukończył studia na Wydziale Fizyczno-Matematycznym (1894) i Instytut Inżynierów Komunikacji Cesarza Aleksandra I w Petersburgu (1889). W latach 1898–1919 pracował jako inżynier konstruktor w Departamencie Zarządzania Mostami Miejskimi w Petersburgu, projektując konstrukcje mostowe. W 1903 roku objął stanowisko naczelnika biura technicznego, a potem pracował jako naczelny inżynier. Opiekował się kilkuset mostami miasta. Pracował w tym czasie także jako konstruktor mostów na całym terytorium Rosji – biorąc udział w projektowaniu, budowie i rekonstrukcji 43 mostów, w tym jedenastu drewnianych, pięciu kamiennych i 27 stalowych (m.in. czterech zwodzonych). Wiele z tych realizacji miało związek ze zmianą w 1906 r. petersburskiej trakcji konnej na elektryczną, pociągającą za sobą konieczność przebudowy istniejących przepraw. Należał do inspekcji nadzoru technicznego nad budową mostu Troickiego w Petersburgu, wzniesionego w latach 1897–1903. Do najważniejszych jego zrealizowanych projektów należą zbudowany w Petersburgu w latach 1907–1908 nowy stalowy jednoprzęsłowy most Pantelejmonowski przez rzekę Fontankę. W 1908 roku został laureatem międzynarodowego konkursu na projekt zwodzonego Mostu Pałacowego przez Newę w Petersburgu zbudowanego w latach 1911–1916, który połączył centrum miasta z Wyspą Wasiljewską. Projekt owy uznany został najlepszym pomysłem w dziedzinie budowy mostów w ciągu dziesięciolecia a Pszenicki odznaczony został za ten projekt złotym medalem. Poza Petersburgiem brał udział w projektowaniu i budowaniu mostów: kolejowo-drogowego (2250 m) przez Wołgę w Saratowie (1911) mostów kolejowych przez rzekę Mstę w Borowiczach (wraz z Nikołajem A. Bielelubskim – 1905), przez Wołgę w pobliżu Kazania (1911–1913) i w okolicach Symbirska (wraz z Nikołajem A. Bielelubskim 1913–1916).
Mieszkając na stałe w Petersburgu uczestniczył w życiu akademickim tego miasta. Wykładał budowę mostów w Instytucie Inżynierów Komunikacji, gdzie w latach 1901–1916 przeszedł drogę od asystenta do profesora w Katedrze Budowy Mostów. Jednocześnie prowadził zajęcia w Żeńskim Instytucie Politechnicznym (gdzie w 1915 r. otrzymał Katedrę Budowy Mostów) i w Instytucie Inżynierów Cywilnych (gdzie od 1916 kierował katedrą). Prowadził także aktywną działalność oświatową. Podczas lat spędzonych na obczyźnie nie zerwał kontaktów z Polonią, działając m.in. aktywnie w radzie parafialnej przy katolickiej parafii św. Katarzyny w Petersburgu, gdzie odpowiadał za budowę i remont gmachów, prowadzenie protokołów z cotygodniowych posiedzeń oraz preliminarze budżetowe.
Po rewolucji październikowej wyjechał do Estonii, gdzie w latach 1919–1921 zajmował się odbudową mostów zniszczonych w latach I wojny światowej i opracował projekt mostu (1921) w Narwie przez rzekę Narwę z przęsłem długości 110 m. Wykładał budowę mostów w Katedrze Budowy Mostów Uniwersytetu Łotwy. Pod koniec 1920 roku odmawiając objęcia katedry na Politechnice Ryskiej powrócił do kraju.
W 1921 roku został kierownikiem Katedry Budowy Mostów Politechniki Warszawskiej, której szefował aż do wybuchu II wojny światowej. W 1923 roku został członkiem Akademii Nauk Technicznych w Warszawie, a w 1925 roku członkiem Rady Technicznej Ministerstwa Kolei Żelaznych. W rok później rozpoczął pracę jako konsultant w Ministerstwie Robót Publicznych (później Komunikacji). Jednocześnie, w latach 1923–1929 pełnił funkcję dziekana Wydziału Inżynierii Lądowej na tej uczelni, w latach 1929–1932 był jej rektorem, a w roku akademickim 1932/1933 prorektorem. W okresie 1924–1936 wykładał budowę mostów drewnianych w Oficerskiej Szkole Inżynierii w Warszawie przekształconą w 1932 roku w Szkołę Podchorążych Saperów. W roku 1938 otrzymał doktorat h.c. Politechniki. Wykładał także w Szkole Podchorążych Saperów, był doradcą m.in. Ministerstwa Robót Publicznych i firmy „K. Rudzki i S-ka”. Od 1930 był członkiem Warszawskiego Towarzystwa Naukowego. W 1934 roku został członkiem honorowym Koła Inżynierów Dróg i Mostów przy Stowarzyszeniu Techników. W latach 1936–1939 był dyrektorem nauk technicznych Wyższej Szkoły Inżynierii. W 1937 roku został wybrany na prezesa Rady Naczelnej Towarzystwa Przyjaciół Młodzieży Akademickiej. Jednocześnie projektował liczne wielkie konstrukcje stalowe w Polsce, m, in. 10 wież wysokości po 127 m radiostacji transatlantyckiej pod Warszawą, postawionych w I. 1922-1923, most kolejowy przez Wisłę pod Sandomierzem o sześciu przęsłach po 75 m, otwarty w r. 1927, most drogowy przez Niemen w Grodnie, trójprzęsłowy o rozpiętości 52+60+52 m, otwarty w r. 1930, hangary na lotnisku Okęcie rozpiętości 50 m, konstrukcję Dworca Głównego w Warszawie, o powierzchni zabudowy 24500 m 2 (zniszczoną przez Niemców w r. 1944). Był także konsultantem przy projektowaniu m.in. mostów przez Wisłę: czwarty w Krakowie (otwarty w r. 1933), we Włocławku (otwarty w r. 1937) i w Płocku (otwarty w r. 1938).
W czasie okupacji niemieckiej działał w Stołecznym Komitecie Samopomocy Społecznej jako przewodniczący Sekcji Odbudowy, a po jej likwidacji latem 1940 jako przewodniczący Sekcji Mieszkaniowej.
Został pochowany na cmentarzu Powązkowskim w Warszawie (198-4-23).

### Ordery i odznaczenia
- Krzyż Komandorski Orderu Odrodzenia Polski (10 listopada 1928)[9]
- Złoty Krzyż Zasługi (17 lutego 1938)[10]
- Krzyż Komandorski Orderu Korony (Belgia)

## Życie prywatne
Urodził się w rodzinie rolnika i rzemieślnika, był synem Pawła i Moniki z Przedmojskich. Był żonaty dwukrotnie: z Anną z Goldringów (zm. 1927) i z Marią z Klonowskich (zm. 1945 w obozie w Ravensbruck). Z pierwszego małżeństwa pozostawił córkę Monikę Fajansową, drugie małżeństwo było bezdzietne.

## Wybrane publikacje
- Использование трёхшарнирных арок в разводных мостах, Санкт-Петербург 1908, wyd. polskie Zastosowanie łuków trójprzegubowych do mostów ruchomych, Warszawa 1908,
- Mosty żelazne, w: Podręcznik Inżynierski, pod red. Stefana Bryły, Warszawa 1928
- Tablice momentów statycznych i bezwładności blach i kątowników używanych w mostownictwie i budownictwie stalowym, Warszawa 1932
- Kurs budowy mostów; Część ogólna; Podpory kamienne i mosty drewniane, Warszawa 1938[11]
- Mosty stalowe nitowane, Warszawa 1954 (wydanie pośmiertne)
- Publikował artykuły na łamach „Przeglądu Technicznego”, m.in. O montowaniu mostu na Niemnie pod Grodnem (1923), i lwowskiego „Czasopisma Technicznego”, m.in. Budownictwo szkieletowe przemysłowe (1935), Badania pewnych połączeń spawanych (wraz z F. Szelągowskim, 1936).

## Ważniejsze projekty i realizacje konstrukcyjne
- Most Troicki na Newie w Petersburgu (1903, jako członek zespołu)
- Most na rzece Msta w Borowiczach (1905)
- Most Pantelejmonowski na Fontance w Petersburgu (1907-1908)
- Most Pałacowy (zwodzony) w Petersburgu (1908, zwycięstwo w konkursie międzynarodowym i realizacja do 1916)
- Most na Wołdze w Saratowie (1911, niezrealizowany)
- Most Romanowski na Wołdze w pobliżu Kazania (1911-1913)
- Most Cesarski na Wołdze w pobliżu Symbirska (1913-1916)
- Maszt radiowy dla Transatlantyckiej Centrali Radiotelegraficznej na warszawskim Bemowie (1922, realizacja 1923)
- Most Józefa Piłsudskiego w Krakowie (1926, realizacja do 1934)
- Most kolejowy w Sandomierzu (1927)
- Konstrukcja Dworca Głównego w Warszawie (1928, realizacja do 1940)

- Hangary w porcie lotniczym Warszawa-Okęcie (realizacja do 1933)
- Most drogowy na Niemnie w Grodnie (realizacja do 1934)
- Most drogowy im. Rydza-Śmigłego we Włocławku (realizacja do 1937)
- Most kolejowo-drogowy im. Legionów Piłsudskiego w Płocku, ówcześnie najdłuższy w Polsce (1936, realizacja do 1938)

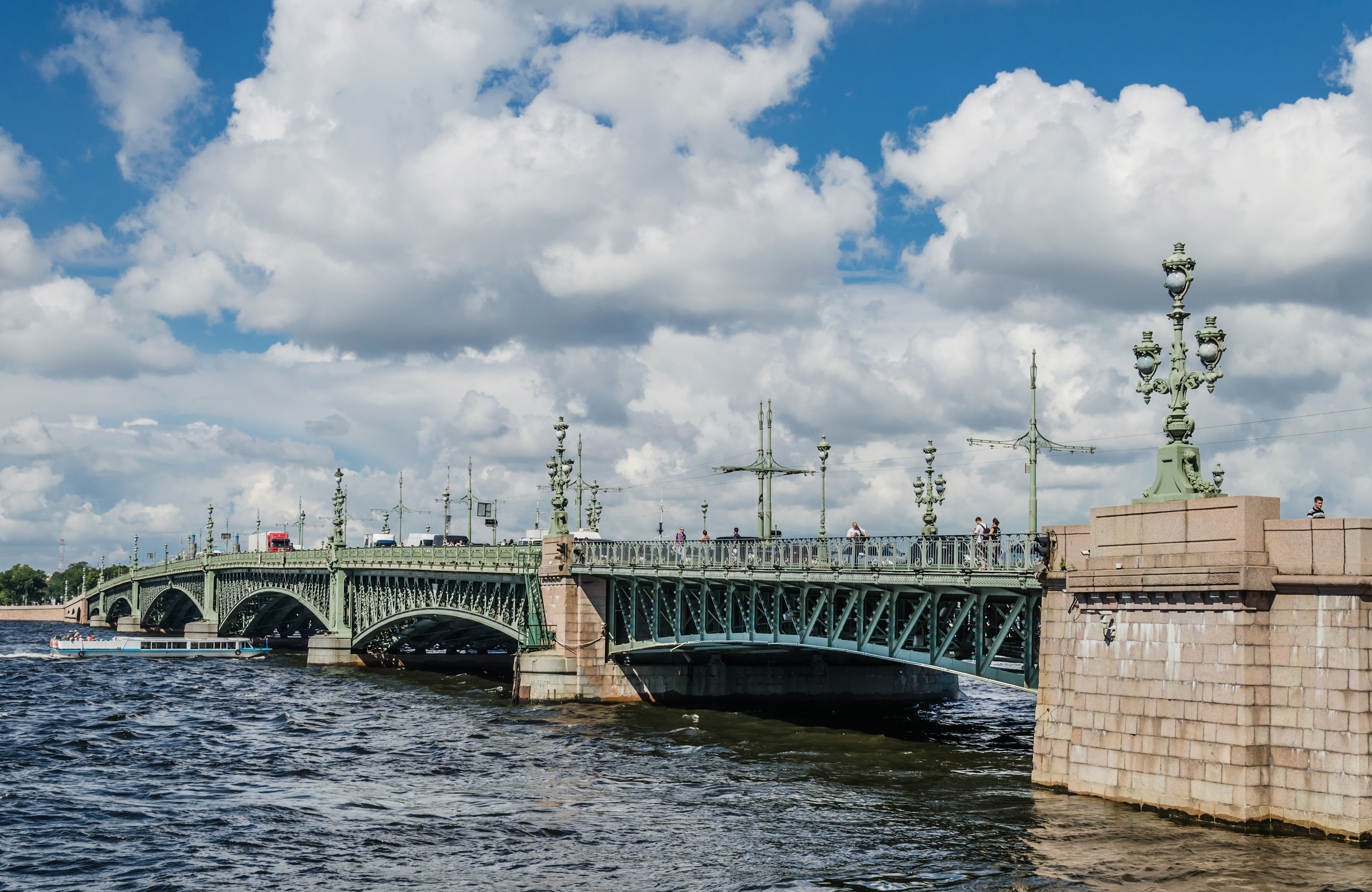
Most Troicki w Petersburgu
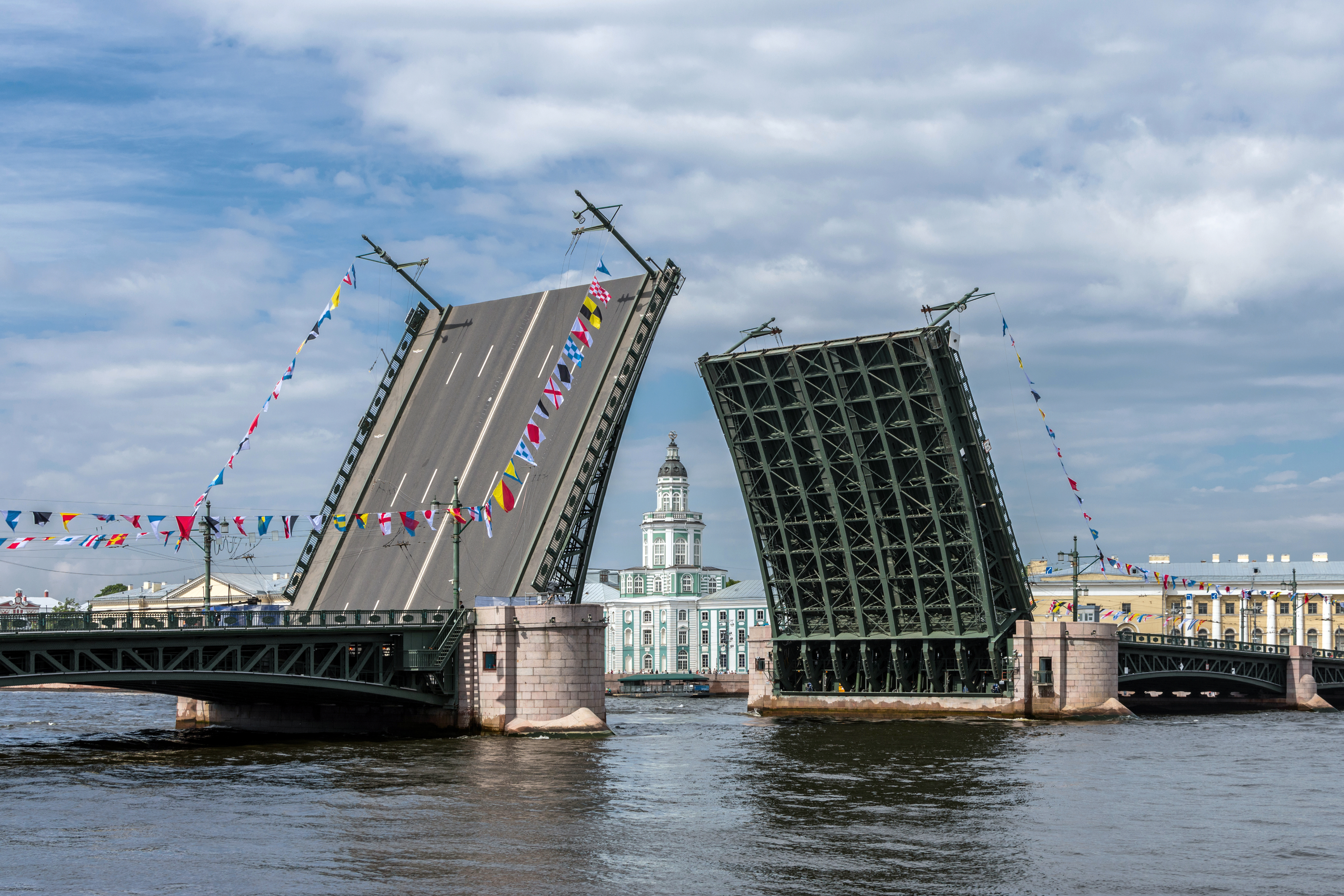
Most Pałacowy w Petersburgu (1908-1916)
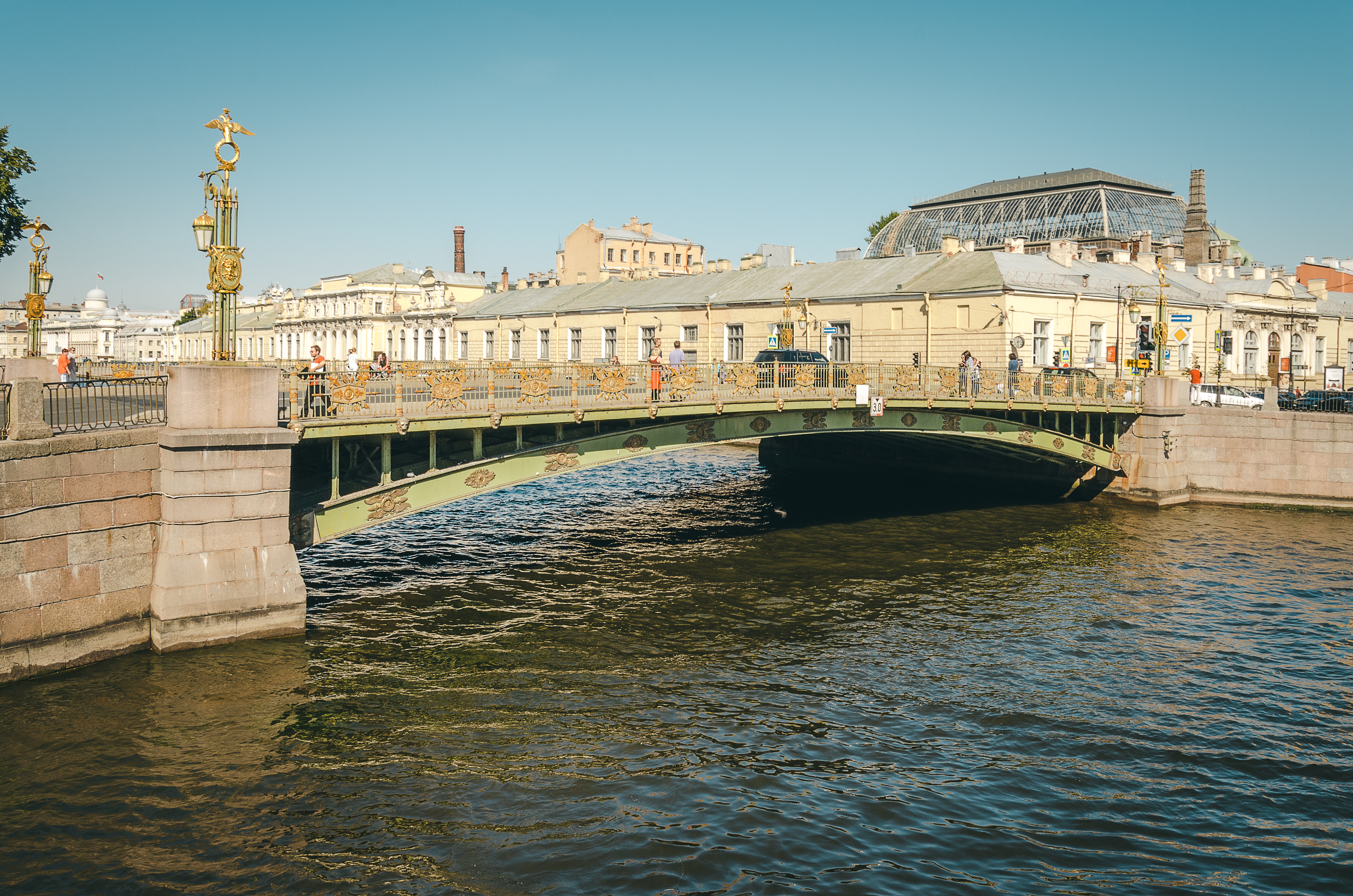
Most Pantelejmonowski
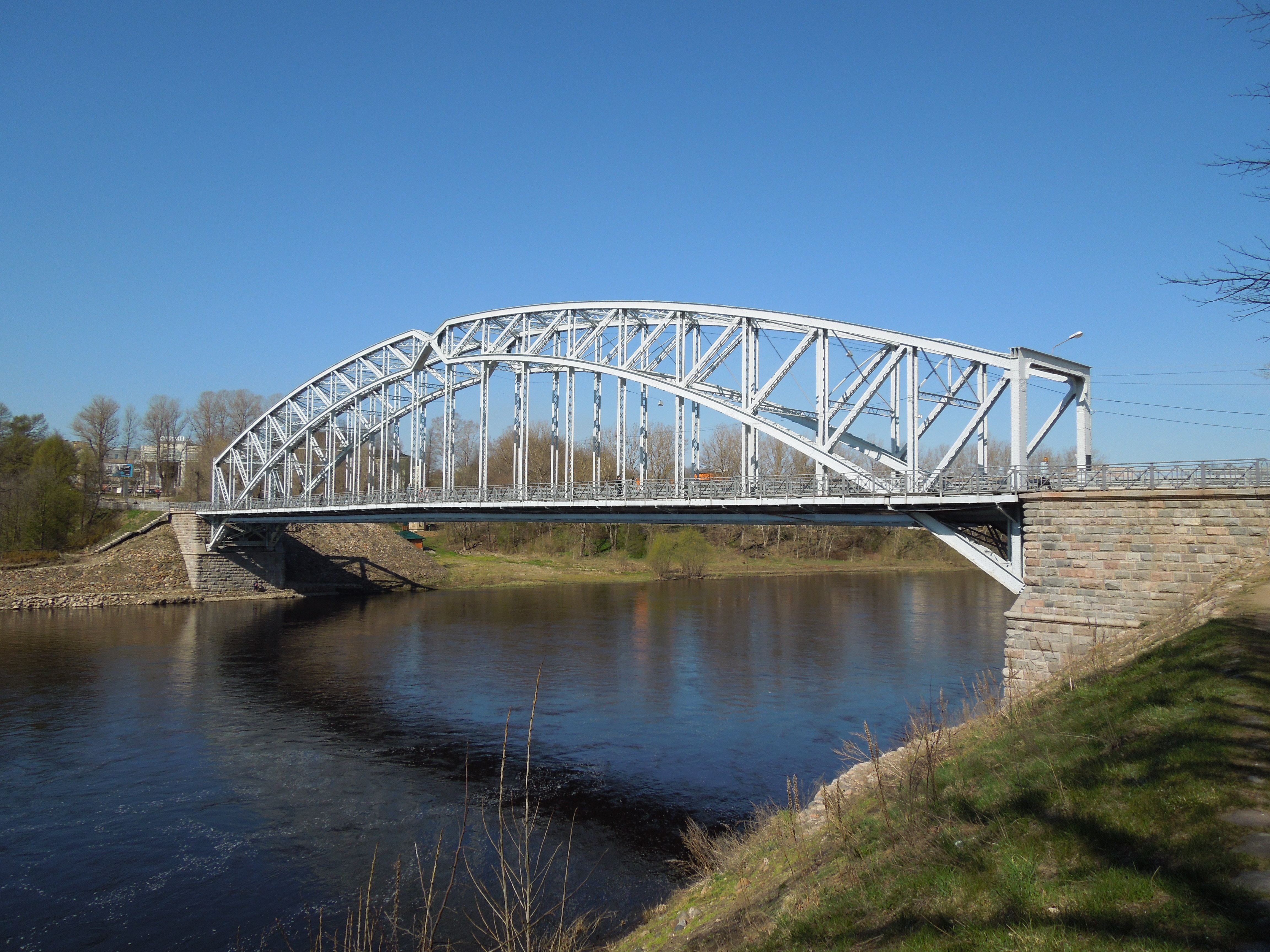
Most kolejowy przez rzekę Mstę w Borowiczach (1905)
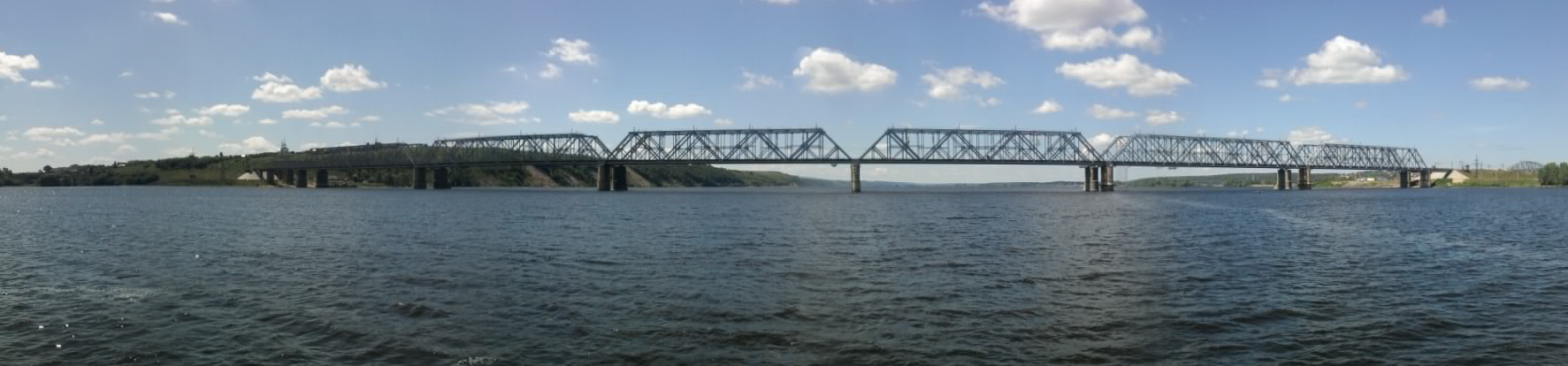
Most Romanowski na Wołdze w pobliżu Kazania (1911-1913)
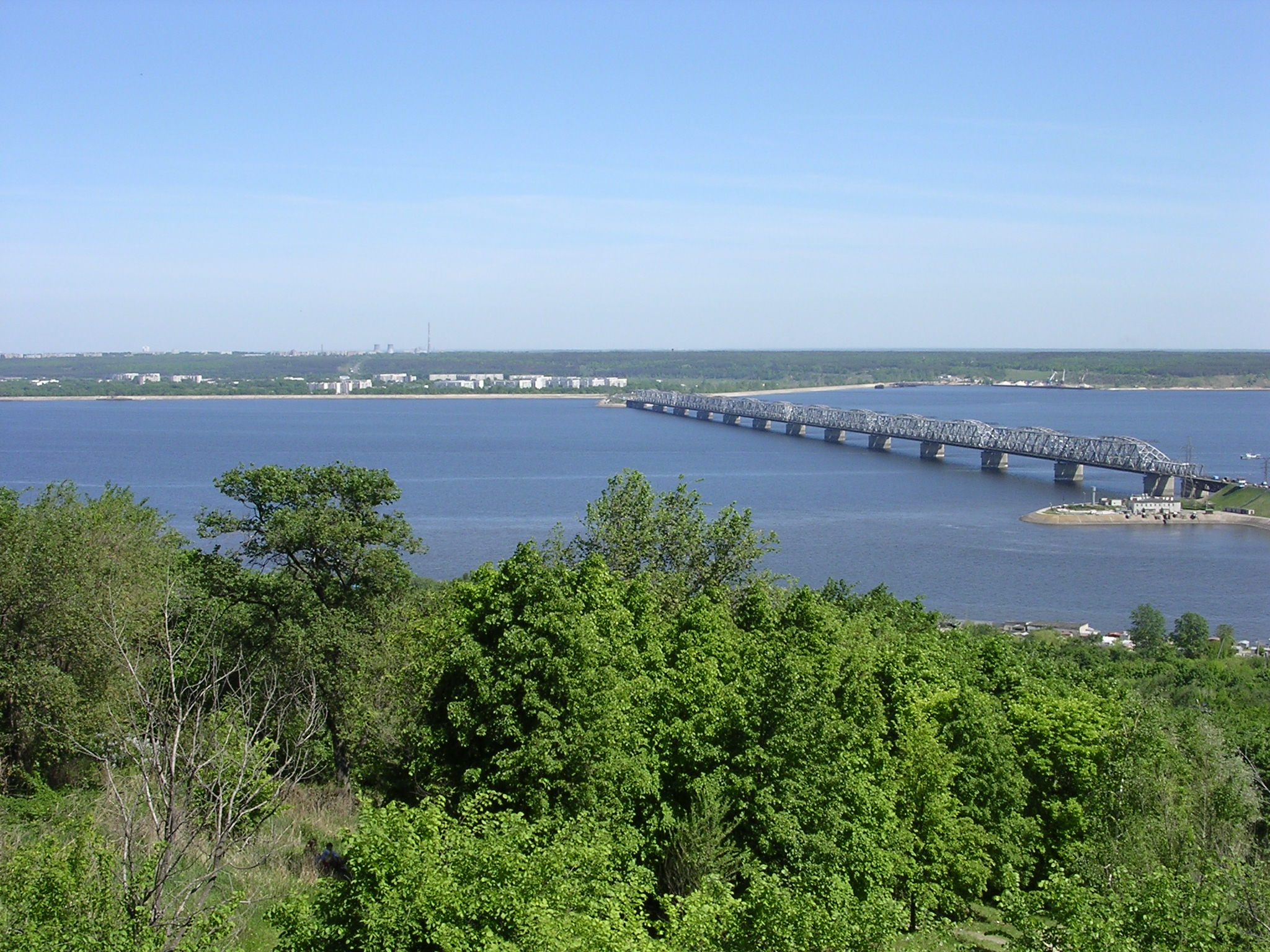
Most Cesarski na Wołdze koło Symbirska (1913-1916)
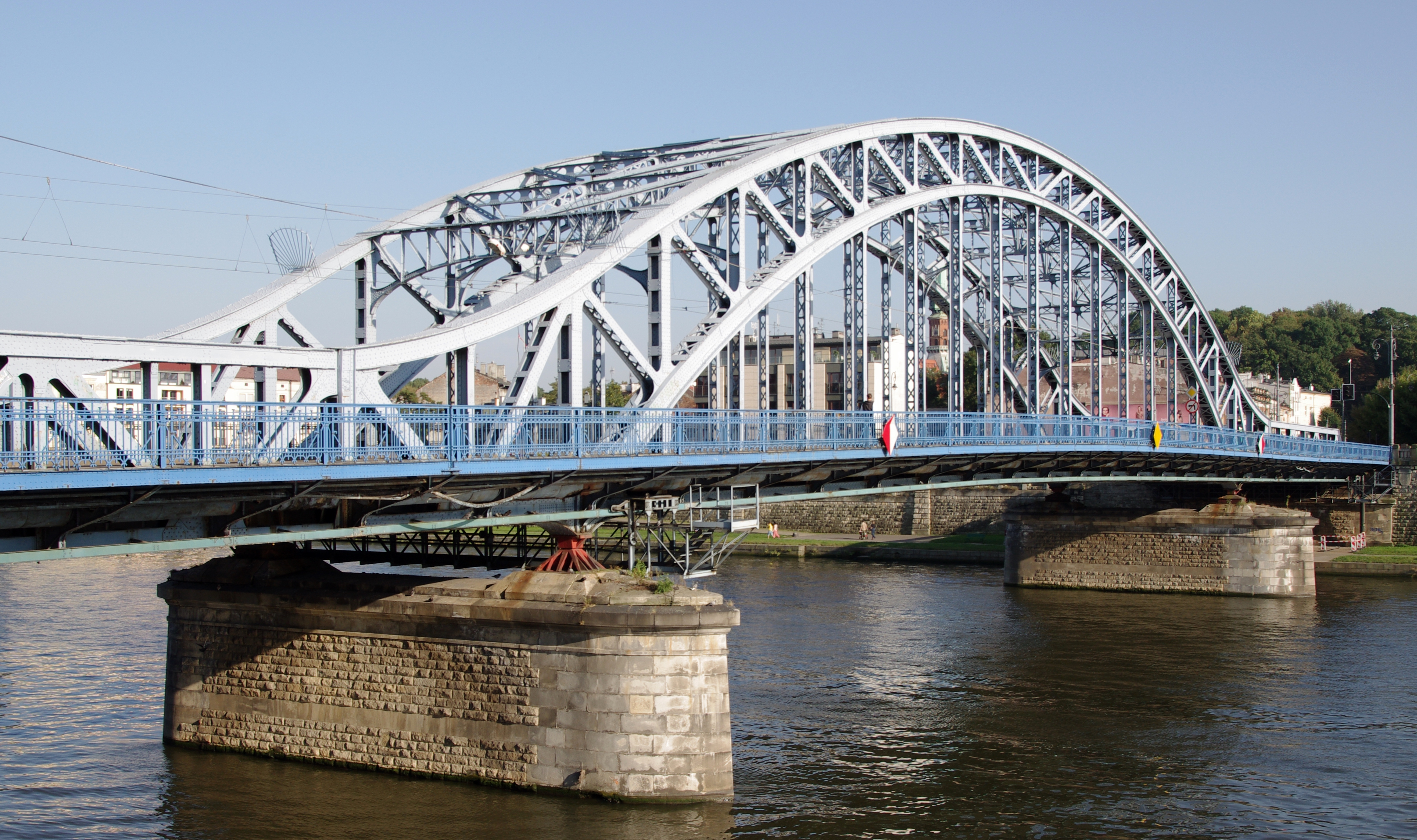
Most Piłsudskiego w Krakowie
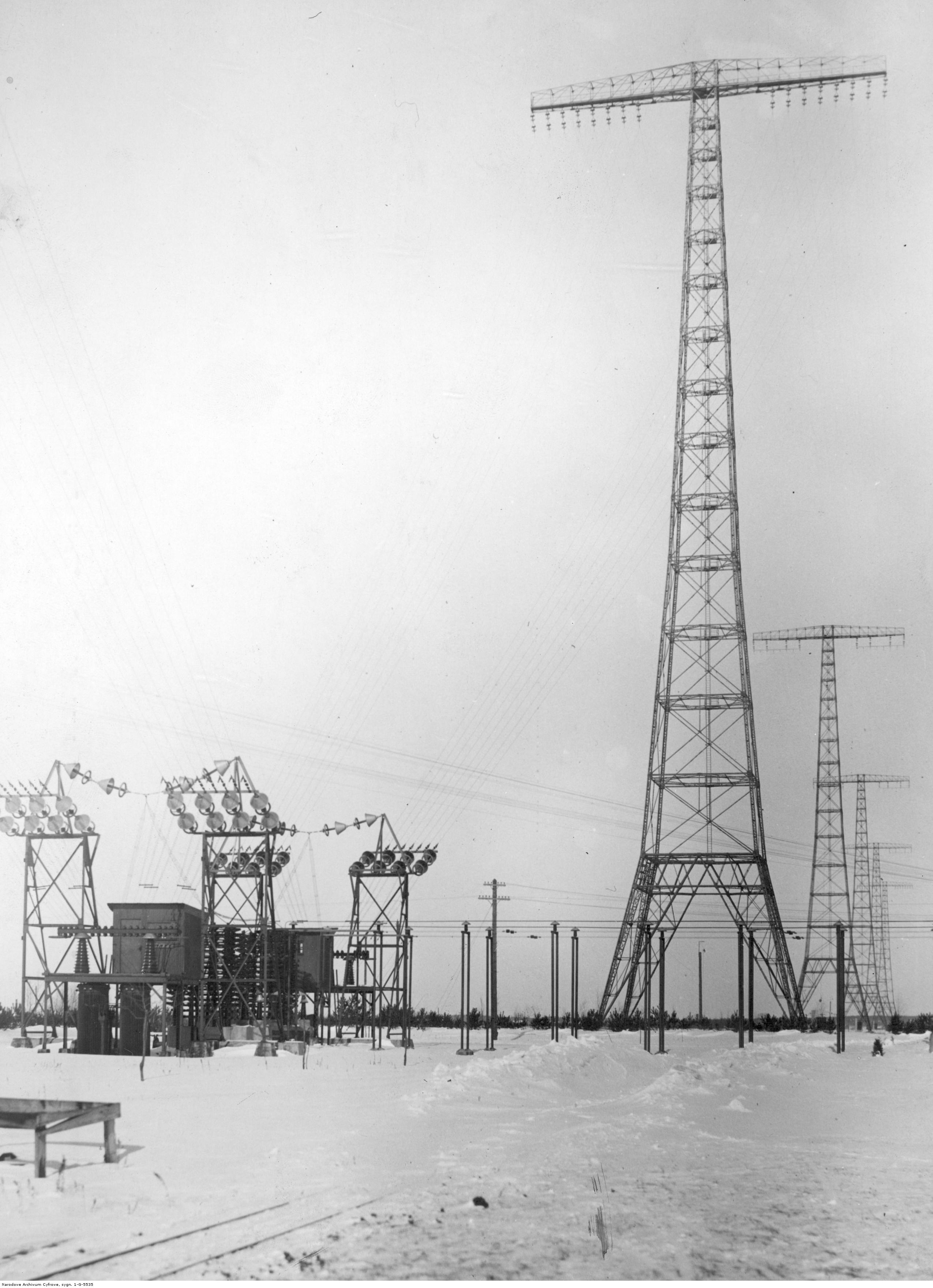
Maszt radiowy Transatlantyckiej Centrali Radiotelegraficznej na Bemowie
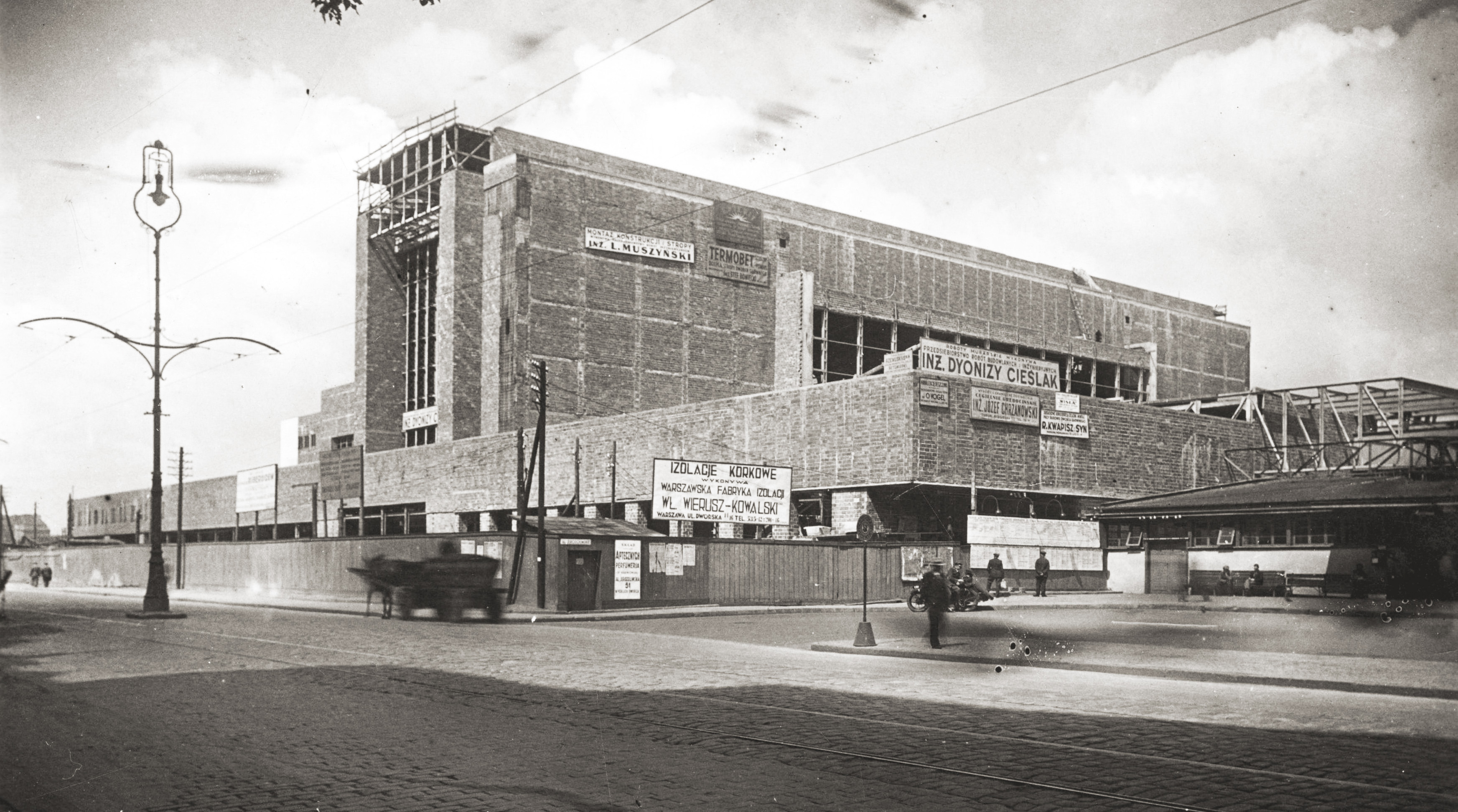
Dworzec Główny w Warszawie (widok w 1938)
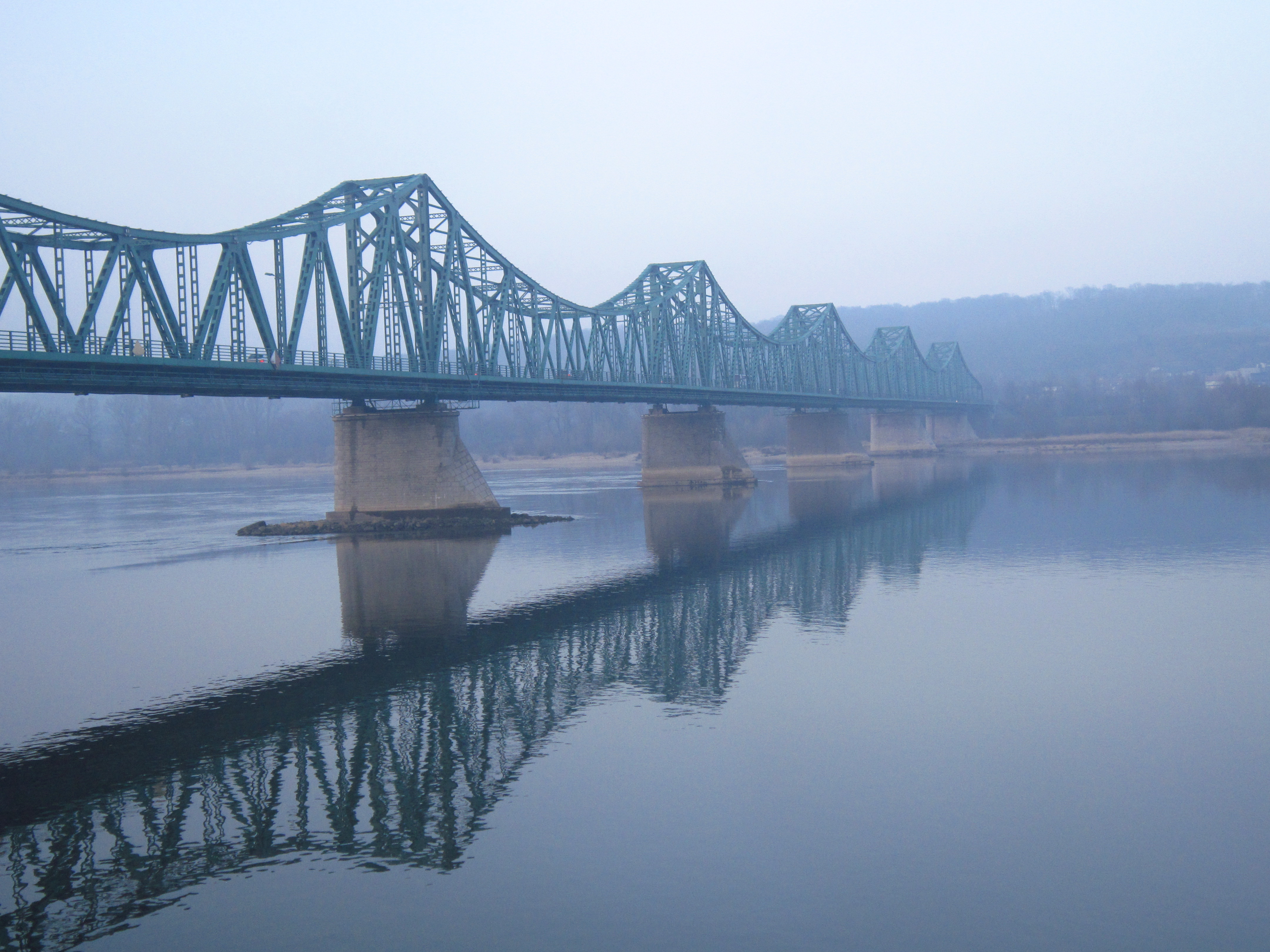
Most Rydza-Śmigłego we Włocławku
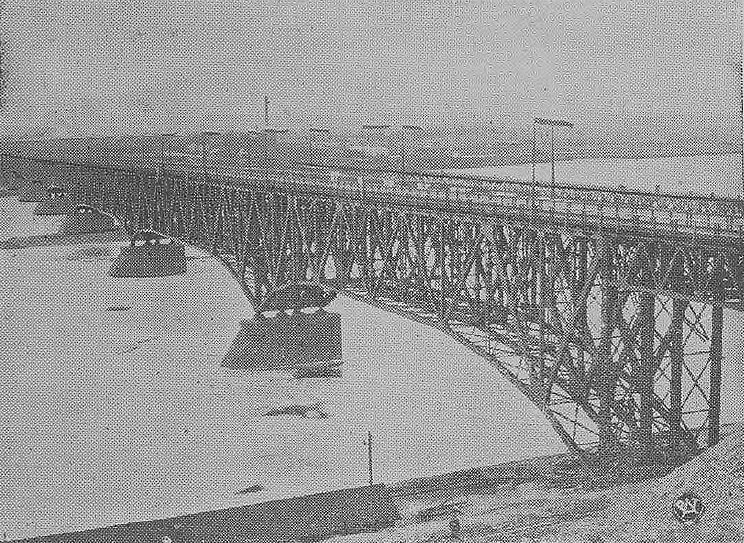
Most kolejowy im. Legionów Piłsudskiego w Płocku (1936-1938)
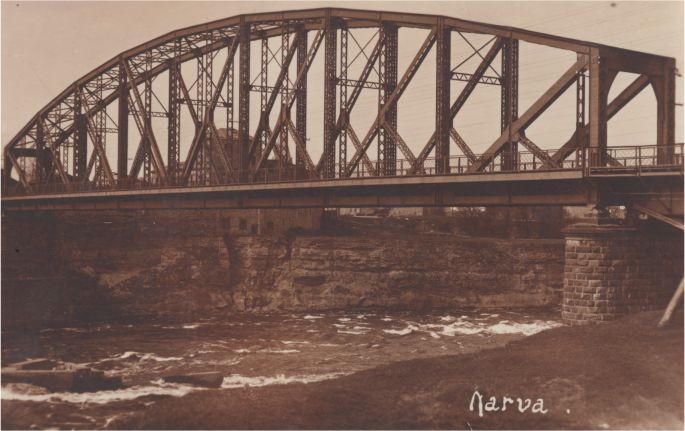
Most kolejowy w Narwie w Estonii (widok w 1923)